# Amigo de Dorothy

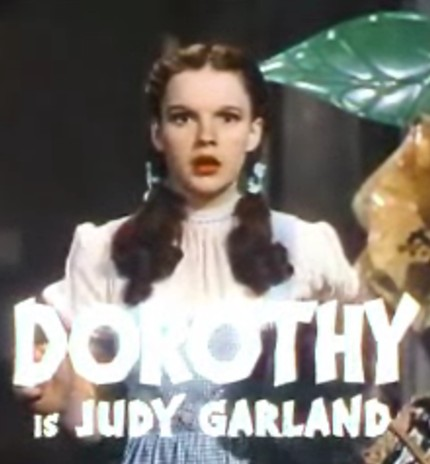
Judy Garland en el rol de Dorothy de El Mago de Oz es uno de los posibles orígenes de la expresión "amigo de Dorothy" referida a un hombre gay o a alguien perteneciente a la comunidad LGBT

En el argot gay de Estados Unidos, un amigo de Dorothy (en inglés: friend of Dorothy, a veces abreviado FOD) es un término usado para referirse a un hombre gay. La frase se remonta hasta por lo menos la Segunda Guerra Mundial, cuando las prácticas homosexuales eran ilegales en los Estados Unidos. Era un eufemismo usado para hablar de la orientación sexual sin que los demás supieran su significado. Un término similar friend of Mrs. King (amigo de la reina) se utilizó en Inglaterra, sobre todo en la primera mitad del siglo XX.

## Orígenes
El origen exacto del término es desconocido y existen diversas teorías. Por lo general, se afirma que un "amigo de Dorothy" se refiere a la película El Mago de Oz, donde Judy Garland, quien interpretó a la protagonista Dorothy, es un icono gay, debido a que en la película Dorothy acepta a los que son diferentes. Otros dicen que la frase se refiere a la célebre humorista Dorothy Parker, que incluía a varios hombres gay en su círculo social.

## Malentendido
En la década de 1980, el NCIS estaba investigando la homosexualidad en el área de Chicago. Los agentes descubrieron que los hombres gay a veces se denominaban a sí mismos como "amigos de Dorothy". Sin darse cuenta del significado histórico del término, el NCIS creyó que una mujer llamada Dorothy estaba en el centro de un masivo círculo de homosexuales dentro del personal militar. El NCIS puso en marcha una gran búsqueda por Dorothy, con la esperanza de encontrarla y convencerla de que revelara los nombres de los miembros homosexuales en servicio.